# Neva Raphaello
 (juillet 2020).
Neva Raphaello est une chanteuse de jazz anglaise née à Sintra en 1915 et morte en 1975.
Elle a chanté en tant qu'invitée dans quelques groupes néerlandais et anglais, entre autres le DSCBand, entre 1953 et 1958.